# Azufral
Azufral je název v současnosti neaktivního stratovulkánu, nacházejícího se v jižní Kolumbii. Horniny Azufralu mají větší obsah SiO2 než ostatní kolumbijské sopky, petrologicky jsou tvořeny převážně dacity až ryolity. Vrchol sopky je ukončen kalderou s rozměry 2,5 × 3 km, v její severozápadní části se nachází jezero Laguna Verde a poblíž několik lávových dómů, nejmladší jsou přibližně 3 600 let staré. V okolí některých dómů se nacházejí i aktivní fumaroly.